# Svantjärnen (Håsjö socken, Jämtland)
Svantjärnen är en sjö i Bräcke kommun i Jämtland och ingår i Indalsälvens huvudavrinningsområde.